# Sociedade racializada
Uma sociedade racializada é uma sociedade em que a desigualdade socioeconômica, a segregação residencial e as baixas taxas de casamentos entre os indivíduos diferentes são a norma, onde as definições de identidade pessoal e as escolhas de relacionamentos íntimos dos seres humanos revelam distinção racial. Uma sociedade racializada é uma sociedade que sofreu forte racialização, onde a raça percebida é profundamente importante para experiências de vida, oportunidades e relacionamentos interpessoais.Também se pode dizer que uma sociedade racializada é "uma sociedade que aloca recompensas econômicas, políticas, sociais e até psicológicas diferenciadas a grupos de acordo com linhas raciais percebidas; linhas que são socialmente construídas.

## História
Sociedades racializadas são historicamente um fenômeno de a partir do século XVI, quando os europeus ocidentais desenvolveram meios técnicos e militares para conquistar sociedades na Ásia, África e América Latina para extrair riquezas minerais e outros recursos naturais dessas áreas usando o trabalho nativo. Durante um segundo estágio, milhões de trabalhadores, por escravidão ou por contrato de trabalho, foram transferidos para sociedades de fronteira, como as da América do Norte e do Sul, Caribe, África Oriental e África do Sul. Lá, os europeus impuseram um sistema de castas no qual a raça se tornou um limite funcional para papéis econômicos e sociais (Du Bois, 1945 (Frazier, 1957)).
O conceito de sociedade racializada não se aplica a todas as sociedades multirraciais, o mundo mediterrâneo (por exemplo, no Egito, impérios grego ou romano), africanos, asiáticos ocidentais e europeus eram componentes demográficos significativos dessas sociedades, tornando-as multirraciais, mas não havia uma determinação sistemática ou estrita de controle social e de papéis econômicos pelo que mais tarde seria chamado de "raça" (Snowden, 1970, 1983) No mundo antigo, a escravidão era resultado da conquista, como ocorreu nos reinos muçulmanos e cristãos medievais de modo que a escravidão não era o produto de um sistema econômico racializado como se tornou na era do comércio de escravos no Oceano Índico, no comércio de escravos no Atlântico e colonização europeia.

## Estados Unidos
Argumenta-se que a identidade racial/étnica não são categorias separadas ou autônomas e o que é chamado de 'categorias raciais' nos Estados Unidos são na verdade categorias étnicas  racializadas.
A sociedade dos Estados Unidos é considerada por alguns uma sociedade racializada na qual são dadas as divisões entre os grupos raciais/étnicos. A teoria crítica da raça argumenta que o racismo é normal e está enraizado [sic] no tecido e sistema da sociedade americana. Há disparidades raciais em andamento entre as raças nos Estados Unidos em emprego, moradia, religião e instituições. Alguns estudiosos argumentam que existe uma "dinâmica privilegiada/não privilegiada". Isso significa que a prática cultural atribui valor e competência assumida a pessoas que têm certas características ou características. A abordagem psicológica social sustenta que o preconceito socializado no início da vida alimenta os estereótipos raciais.
Costuma-se dizer que a interação social é infundida com uma dinâmica privilegiada e não privilegiada, definida pela identidade racial - é uma questão muito complexa. A racialização prejudica tanto os  privilegiados quanto os não-privilegiados, mas prejudica mais os não-privilegiados.